# Charles Arnt
Charles Arnt (* 20. August 1906 in Michigan City, Indiana; † 6. August 1990 auf Orcas Island, Washington) war ein US-amerikanischer Schauspieler.

## Leben und Karriere
Charles Arnt studierte Bauingenieurwesen an der Princeton University und war dort zeitweise Präsident des Theaterclubs Princeton Triangle Club. Während seiner Studienzeit in Princeton spielte er in Stücken neben James Stewart, Henry Fonda und Joshua Logan. In den 1930er Jahren setzte Arnt seine Schauspielkarriere mit Auftritten am Broadway fort, unter anderem im Jahr 1938 in der Uraufführung von Knickerbocker Holiday mit Musik von Kurt Weill.
Ab 1933 übernahm er auch erste kleinere Filmrollen, sein Debüt machte er hier in Roman Scandals neben Eddie Cantor. Insgesamt spielte Arnt bis zum Jahr 1962 in rund 120 Spielfilmen, wobei die 1940er Jahre seine vielbeschäftigste Zeit waren. Er trat als vielseitiger Nebendarsteller in Filmen wie Rendezvous nach Ladenschluß (1940), Die merkwürdige Zähmung der Gangsterbraut Sugarpuss (1941), Liebling, zum Diktat (1942) und Der Mann mit der Narbe (1948) auf. Bei dem Poverty-Row-Studio Producers Releasing Corporation erhielt er 1946 als obsessiver Kunsthändler im C-Movie Dangerous Intruder eine seiner wenigen Hauptrollen. Mit Beginn der 1950er Jahre ließen die Kinoangebote nach, stattdessen arbeitete Arnt nun vermehrt im US-Fernsehen.
Seine letzte Rolle übernahm Arnt im Jahr 1962 als Bürgermeister in Richard Brooks’ Filmdrama Süßer Vogel Jugend an der Seite von Paul Newman. Anschließend zog er sich von der Schauspielerei zurück und zog ganz nach Orcas Island, wo er bereits ab 1959 eine Farm errichtet hatte und Charolais-Rinder züchtete. Er starb 1990 im Alter von 83 Jahren an einer Krebserkrankung und wurde von seiner Frau Patricia, drei Kindern und vier Enkelkindern überlebt.

## Filmografie (Auswahl)
- 1933: Roman Scandals
- 1934: Meine Damen, zugehört! (Ladies Should Listen)
- 1936: Dünner Mann, 2. Fall (After the Thin Man)
- 1937: It Happened in Hollywood
- 1937: Swing High, Swing Low
- 1940: Rendezvous nach Ladenschluß (The Shop Around the Corner)
- 1940: Liebling, du hast dich verändert (I Love You Again)
- 1940: Dr. Kildare: Verhängnisvolle Diagnose (Dr. Kildare’s Crisis)
- 1940: Die unvergessliche Weihnachtsnacht (Remember the Night)
- 1941: Blüten im Staub (Blossoms in the Dust)
- 1941: Laurel und Hardy: Schrecken der Kompanie (Great Guns)
- 1941: Die merkwürdige Zähmung der Gangsterbraut Sugarpuss (Ball of Fire)
- 1941: Pot o’ Gold
- 1941: Das goldene Tor (Hold Back the Dawn)
- 1942: Die Narbenhand (This Gun for Hire)
- 1942: Liebling, zum Diktat (Take a Letter, Darling)
- 1942: Reunion in France
- 1942: Die Königin vom Broadway (My Gal Sal)
- 1942: Abenteuer in Panama (Across the Pacific)
- 1944: Up in Arms
- 1944: Das siebte Kreuz (The Seventh Cross)
- 1944: Pinky und Curly (Once Upon a Time)
- 1944: Modell wider Willen (Together Again)
- 1945: Stimme aus dem Jenseits (Strange Illusion)
- 1945: Weihnachten nach Maß (Christmas in Connecticut)
- 1945: Zu klug für die Liebe (Without Love)
- 1946: Blondie’s Lucky Day
- 1946: Without Reservations
- 1946: Irgendwo in der Nacht (Somewhere in the Night)
- 1947: Anklage: Mord  (High Wall)
- 1947: Detektiv mit kleinen Fehlern (My Favorite Brunette)
- 1947: Die Dame und der Cowboy (Saddle Pals)
- 1948: Der Mann mit der Narbe (Hollow Triumph)
- 1948: Ich heirate dich doch (That Wonderful Urge)
- 1948: Belvedere räumt auf (Sitting Pretty)
- 1948: Der Junge mit den grünen Haaren (The Boy with Green Hair)
- 1949: Hoher Einsatz (Any Number Can Play)
- 1949: Noras schwache Stunde (Bride for Sale)
- 1950: Varieté-Prinzessin (Wabash Avenue)
- 1950: Ende im Morgengrauen (The Sun Sets at Dawn)
- 1953: Der große Aufstand (The Great Sioux Uprising)
- 1953: Der Prinz von Bagdad (The Veils of Bagdad)
- 1958: Westlich von Santa Fé (Fernsehserie, 1 Folge)
- 1959/1961: Maverick (Fernsehserie, 2 Folgen)
- 1961: Alfred Hitchcock Presents (Fernsehserie, 1 Folge)
- 1961: Lied des Rebellen (Wild in the Country)
- 1962: Süßer Vogel Jugend (Sweet Bird of Youth)